# Les Fayts
Jusqu'en 1845, Les Fayts était une commune du Nord, issue, avant 1806, de la fusion des communes de Grand-Fayt et Petit-Fayt. En 1845, la commune des Fayts est supprimée, et Grand-Fayt et Petit-Fayt sont rétablies.